# Matt Ryan (Footballspieler)
Matthew Thomas „Matt“ Ryan (* 17. Mai 1985 in Exton, Pennsylvania), Spitzname Matty Ice, ist ein ehemaliger US-amerikanischer American-Football-Spieler auf der Position des Quarterbacks. Er spielte in der National Football League (NFL) zuletzt für die Indianapolis Colts. Zuvor stand er von 2008 bis 2021 bei den Atlanta Falcons unter Vertrag. 2024 verkündete er seinen Rücktritt und trat offiziell als Falcon zurück, nachdem er zuvor einen Vertrag mit der Laufzeit von einem Tag bei den Atlanta Falcons unterschrieb.

## Highschool
Ryan besuchte die William Penn Charter School in Philadelphia und war dort drei Jahre lang Starter des Footballteams. Zudem spielte er Baseball und Basketball und war in seinem Senior-Jahr in allen drei Teams Kapitän.

## College
College Football spielte Ryan in den Jahren 2004 bis 2007 am Boston College. In seinen ersten beiden Jahren kam er nur sporadisch zum Einsatz, zeigte dann aber gute Leistungen und durfte im Bowlspiel als Starter auflaufen. In seinem Junior-Jahr 2006 wurde er zum Starting-Quarterback ernannt und startete in elf von zwölf Begegnungen. Er führte die Eagles zu einer 9:3-Bilanz und einem 25:24-Bowlsieg gegen die Navy Midshipmen. Auch in seinem letzten Jahr am College führte Ryan die Eagles zu einem Bowlsieg. Mit 24:21 konnten die Eagles die Spartans der Michigan State University schlagen. Für seine Leistungen erhielt er den Johnny Unitas Golden Arm Award, wurde zum Senior Bowl eingeladen und gewann zudem den Manning Award.

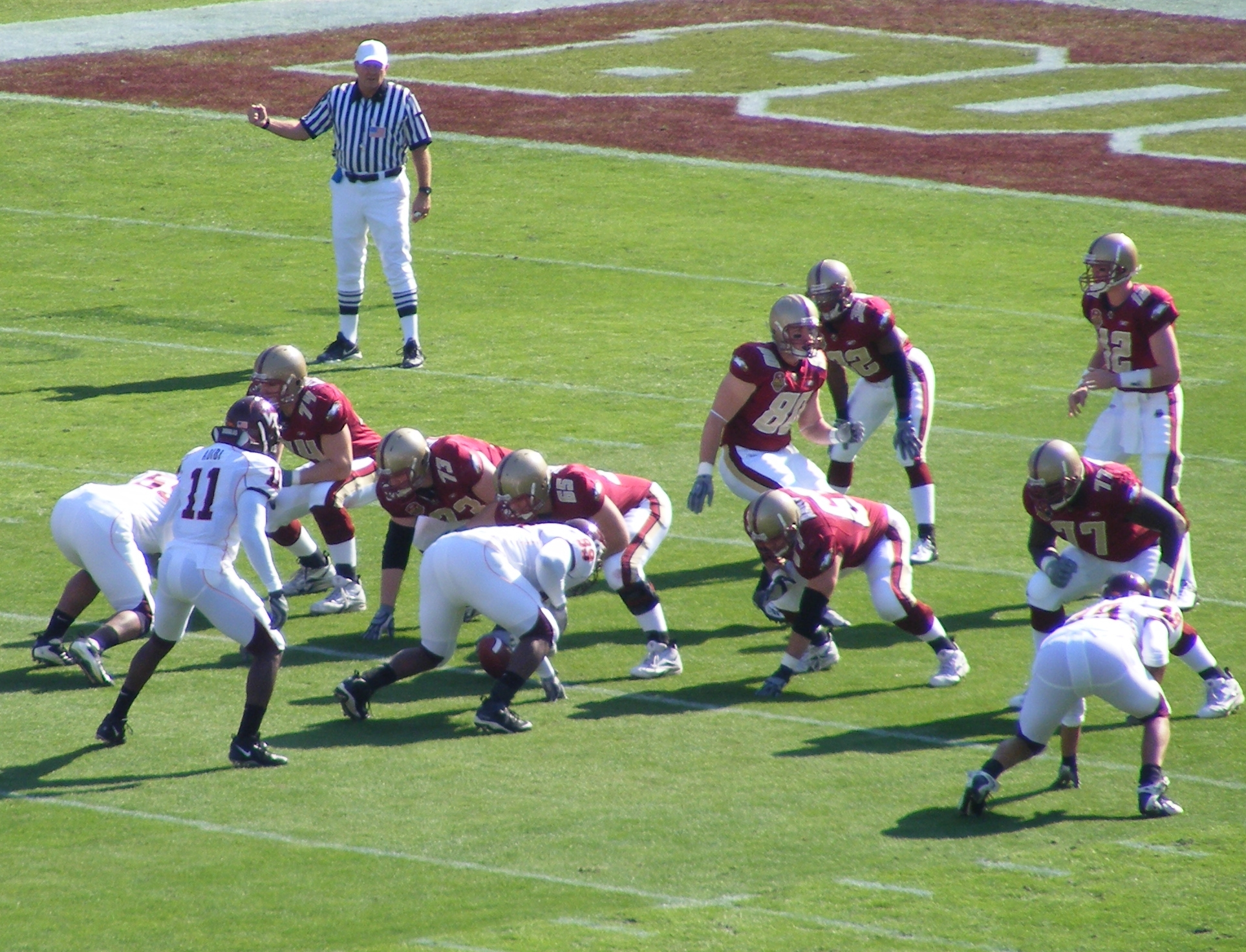
Spielszene aus dem ACC Championshipgame 2007, Ryan erwartet den Ball in der Shotgun-Formation

## NFL
Ryan wurde von den Atlanta Falcons im NFL Draft 2008 in der ersten Runde als dritter Spieler ausgewählt. Am 20. Mai unterzeichnete er einen Sechsjahresvertrag mit einem Gesamtvolumen von 72 Millionen US-Dollar.
Er wurde von den Trainern sofort zum Starter bestimmt und erzielte mit seinem ersten Pass in der NFL gleich einen Touchdown. Im Oktober wurde er zum Rookie of the Month (Neuling des Monats) gewählt und am Ende der Saison sogar zum Offensive Rookie of the Year (Bester Offense-Neuling des Jahres).
Er beendete die Saison mit 3.440 Yards im Passspiel und 17 Touchdowns (einer davon durch einen eigenen Lauf) bei nur elf Interceptions.
Am 5. Februar 2017 stand er zum ersten Mal im Super Bowl, welcher aber mit den Falcons mit 28:34 gegen die New England Patriots verloren wurde.
Ryan unterzeichnete am 3. Mai 2018 einen Fünfjahresvertrag bei den Atlanta Falcons mit einem Gesamtvolumen von 150 Millionen US-Dollar. Dies machte ihn zum bis dahin bestverdienenden NFL-Spieler der Geschichte.
In der Saison 2018 konnte Ryan von den Statistiken her an seine MVP-Saison anknüpfen, er warf 35 Touchdowns bei sieben Interceptions. Jedoch schaffte er es nicht, sich mit den Falcons für die Playoffs zu qualifizieren. Am 30. Dezember 2018 fing er im Spiel gegen die Tampa Bay Buccaneers (Endstand 34:32) einen Pass von Wide Receiver Mohamed Sanu zum Touchdown. Es war sein erster Passfang in der NFL überhaupt.
Zwischen 2009 und 2021 warf er in jeder Saison mindestens 20 Touchdown-Pässe, was einen Franchise-Rekord für die Falcons darstellt (13).
Am 21. März 2022 wurde er für einen Drittrundenpick im NFL Draft 2022 zu den Indianapolis Colts getradet. Er bestritt 12 Spiele als Starter und warf 14 Touchdownpässe bei 13 Interceptions. Am 15. März 2023 wurde Ryan von den Colts entlassen.
Im April 2024 verkündete er seinen Rücktritt und unterzeichnete zuvor einen Ein-Tages-Vertrag bei den Atlanta Falcons um offiziell als Falcon zurückzutreten.

### Karrierestatistik
| Jahr   | Team   | Comp-Att    | Comp% | Yards  | TD  | INT | QB Rtg |
| ------ | ------ | ----------- | ----- | ------ | --- | --- | ------ |
| 2008   | ATL    | 265–434     | 61,1  | 3.440  | 16  | 11  | 87,7   |
| 2009   | ATL    | 263–451     | 58,3  | 2.916  | 22  | 14  | 80,9   |
| 2010   | ATL    | 357–571     | 62,5  | 3.705  | 28  | 9   | 91,0   |
| 2011   | ATL    | 347–566     | 61,3  | 4.177  | 29  | 12  | 92,2   |
| 2012   | ATL    | 422–615     | 68,6  | 4.719  | 32  | 14  | 99,1   |
| 2013   | ATL    | 439–651     | 67,4  | 4.515  | 26  | 17  | 89,6   |
| 2014   | ATL    | 415–628     | 66,1  | 4.694  | 28  | 14  | 93,9   |
| 2015   | ATL    | 407–614     | 66,3  | 4.591  | 21  | 16  | 89,0   |
| 2016   | ATL    | 373–534     | 69,9  | 4.944  | 38  | 7   | 117,1  |
| 2017   | ATL    | 342–529     | 64,7  | 4.095  | 20  | 12  | 91,4   |
| 2018   | ATL    | 422–608     | 69,4  | 4.924  | 35  | 7   | 108,1  |
| 2019   | ATL    | 408–616     | 66,2  | 4.466  | 26  | 14  | 92,1   |
| 2020   | ATL    | 407–626     | 65,0  | 4.581  | 26  | 11  | 93,3   |
| 2021   | ATL    | 375-560     | 67,0  | 3.968  | 20  | 12  | 90,4   |
| 2022   | IND    | 309-461     | 67,0  | 3.057  | 14  | 12  | 83,9   |
| Gesamt | Gesamt | 5.551–8.464 | 65,6  | 62.792 | 381 | 183 | 93,6   |

## NFL Rekorde
- Die meisten vollständigen Pässe in einem Spiel als Rookie in den Play-offs (26).
- Erster Rookie-Quarterback der NFL, der alle 16 Regular-Season-Spiele als Starter bestritt und sein Team in die Play-offs führte.
- Die meisten aufeinanderfolgenden Spiele mit über 200 geworfenen Yards (50).

## Familie
Ryan hat drei Geschwister. Sein Onkel war ebenfalls Quarterback am Boston College. Er ist verheiratet mit Sarah Ryan, mit der er Zwillinge namens Johnny und Marshall hat.
Matt Ryans Cousin Mike McGlinchey spielt als Offensive Tackle für die Denver Broncos.